# Vlasivka, Icinea
Vlasivka (în ucraineană Власівка) este un sat în comuna Petrușivka din raionul Icinea, regiunea Cernihiv, Ucraina.

## Demografie
Componența lingvistică a localității Vlasivka
     Ucraineană (93,09%)
     Rusă (6,91%)
Conform recensământului din 2001, majoritatea populației localității Vlasivka era vorbitoare de ucraineană (93,09%), existând în minoritate și vorbitori de rusă (6,91%).